# Djuna Barnes
Djuna Barnes (Cornwall-on-Hudson, 12 giugno 1892 – New York, 18 giugno 1982) è stata una scrittrice, illustratrice e giornalista statunitense.
Giocò un importante ruolo nello sviluppo del linguaggio modernista inglese del XX secolo e fu una delle figure chiave negli anni venti e trenta dell'ambiente bohémien parigino dopo esserlo stato nel primo decennio del secolo al Greenwich Village.
Il suo romanzo Nightwood (tradotto in italiano dapprima come Bosco di notte e successivamente come La foresta della notte) è diventato un cult nella produzione letteraria moderna, grazie anche all'introduzione scritta da T.S. Eliot. Il romanzo è tutt'oggi conosciuto per la presenza di temi lesbici e il suo distintivo stile letterario. Sin dalla morte della Barnes, l'interesse per i suoi lavori è cresciuto e molti dei suoi libri sono in ristampa.

## Dal 1892 al 1912
Barnes nacque in una baita sulla Storm King Mountain, vicino a Cornwall-on-Hudson (New York). La nonna paterna, Zadel Barnes, era una scrittrice, giornalista e attivista per il suffragio femminile che in passato aveva ospitato un influente salotto letterario. Suo padre, Wald Barnes, era un compositore fallito, musicista e pittore. Sostenitore della poligamia, sposò Elizabeth J. Barnes (nata Chappell), la madre di Djuna, nel 1889. La sua amante Frances "Fanny" Clark andò a vivere con loro nel 1897, quando Barnes aveva cinque anni. Wald Barnes ebbe otto figli (cinque da Elizabeth: i figli Thurn, Zendon, Saxon e Shangar e la figlia Djuna; quattro da Fanny: i figli Duane e Brian e le figlie Muriel e Sheila), nei confronti dei quali Wald si impegnò poco a livello economico. Uno dei bambini morì durante l'infanzia. Zadel Barnes, che credeva che il figlio fosse un genio artistico incompreso, si sforzò di provvedere al sostentamento dell'intera famiglia, cercando di integrare il reddito familiare insufficiente scrivendo lettere di richieste di aiuto ad amici e conoscenti.
Essendo la secondogenita, Barnes trascorse gran parte della sua infanzia contribuendo alla cura dei fratelli e dei fratellastri. Ricevette la sua prima educazione a casa, per lo più dal padre e dalla nonna, che le insegnarono ad apprezzare la lettura, l'arte e la musica, ma trascurarono materie come la matematica e l'ortografia. Dichiarò di non aver avuto alcuna istruzione formale; alcune tracce suggeriscono che fu iscritta alla scuola pubblica per un certo periodo di tempo dopo i dieci anni, anche se la sua frequenza fu irregolare.
È possibile che all'età di 16 anni sia stata violentata, o da un vicino di casa con la consapevolezza e il consenso del padre, o forse dal padre stesso. Si tratta comunque di voci non confermate dalla Barnes, che non riuscì mai a completare la sua autobiografia. Ciò che si sa è che Barnes e suo padre continuarono a scriversi calorose lettere fino alla morte di lui, avvenuta nel 1934. Barnes fa riferimento a uno stupro in modo obliquo nel suo primo romanzo "Ryder" e più direttamente nella sua drammatica opera finale "The Antiphon". Riferimenti sessualmente espliciti nella corrispondenza con la nonna, con la quale condivise il letto per anni, suggeriscono un incesto o una eccessiva familiarità, ma Zadel, morta da 40 anni quando venne scritta The Antiphon, rimase fuori dalle sue accuse. Poco prima del suo diciottesimo compleanno "sposò" a malincuore il fratello di Fanny Clark, Percy Faulkner, in una cerimonia privata senza la presenza di un prete. Lui aveva 52 anni. Il matrimonio era stato fortemente promosso dal padre, dalla nonna, dalla madre e dal fratello, ma lei rimase con lui per non più di due mesi.

### New York City (1912-1921)
Nel 1912 la famiglia di Barnes, in crisi finanziaria, si separa. Elizabeth si trasferì a New York City con Barnes e tre dei suoi fratelli, poi chiese il divorzio, lasciando Wald libero di sposare Fanny Clark. Il trasferimento diede a Barnes l'opportunità di studiare arte in modo formale per la prima volta; frequentò il Pratt Institute per circa sei mesi dal 1912 al 1913 e la Art Student's League of New York dal 1915 al 1916, ma la necessità di mantenere se stessa e la sua famiglia - onere che ricadeva in gran parte su di lei - la spinse ben presto a lasciare la scuola e ad accettare un lavoro come reporter al Brooklyn Daily Eagle. Al suo arrivo al Daily Eagle, Barnes dichiarò: "So disegnare e scrivere, e sareste dei pazzi a non assumermi", parole che sono state incise all'interno del Brooklyn Museum.
Negli anni successivi i suoi lavori apparvero su quasi tutti i giornali di New York, tra cui il New York Press, The World e McCall's; scrisse interviste, servizi, recensioni teatrali e una varietà di notizie, spesso illustrandole con i suoi disegni. Ha pubblicato anche racconti sul supplemento domenicale del New York Morning Telegraph e sulla rivista pulp magazine All-Story Cavalier Weekly.
Gran parte del giornalismo di Barnes era soggettivo ed esperienziale. Scrivendo di una conversazione con James Joyce, ammise di essersi persa parte di ciò che lui aveva detto perché la sua attenzione era scemata, pur venerando la scrittura di Joyce. Intervistando il drammaturgo di successo Donald Ogden Stewart, lo sgridò per essersi "rotolato e trovato famoso" mentre altri scrittori continuavano a lottare, poi disse che non le sarebbe dispiaciuto morire; come sottolinea il suo biografo Phillip Herring, questa è "una nota deprimente e forse senza precedenti con cui concludere un'intervista". " Per "The Girl and the Gorilla", pubblicata dal New York World Magazine nell'ottobre del 1914, ha una conversazione con Dinah, una femmina di gorilla dello Zoo del Bronx.

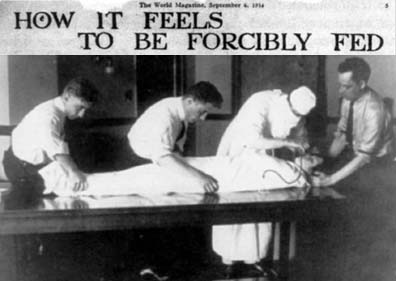
Clipping from World Magazine, September 6, 1914

Per un altro articolo apparso sul New York World nel 1914, si sottopose all'alimentazione forzata, una tecnica allora utilizzata sulle suffragiste che attuavano lo sciopero della fame. Barnes scrisse: "Se io, recitando, sentivo il mio essere bruciare di rivolta per questa brutale usurpazione delle mie funzioni, come dovevano infiammarsi coloro che avevano effettivamente subito il calvario nel suo orrore più acuto per la violazione dei santuari dei loro spiriti". Concludeva: "Avevo condiviso la più grande esperienza delle più coraggiose del mio sesso".
Mentre derideva l'attivista conservatrice del suffragio Carrie Chapman Catt, quando Catt ammoniva le aspiranti oratrici del suffragio a non "tenere una posa militante" o a indossare "un vestito che mostri i piedi davanti", Barnes era favorevole alle suffragiste progressiste. Barnes suggerì che il conservatorismo di Catt fosse un ostacolo al movimento per il suffragio quando Catt cercò di ostracizzare le colleghe suffragiste Alice Paul e Lucy Burns, che cercavano il voto per le donne attraverso l'attenzione dei media rivolta ai loro scioperi e alle loro proteste non violente. Furono i loro maltrattamenti a spingere Barnes a sperimentare in prima persona la tortura dell'alimentazione forzata.

Barnes si immerse in situazioni rischiose per accedere a esperienze che alla precedente generazione di donne che vivevano in casa erano state negate. Scrivendo del dominio tradizionalmente maschile del pugilato da bordo ring, Barnes esplorò il pugilato come una finestra sulle identità moderne delle donne. Nel 1914, pose per la prima volta la domanda "Cosa vogliono le donne a un incontro?" in un articolo intitolato "My Sisters and I at a New York Prizefight" (Le mie sorelle e io a un incontro di pugilato a New York) pubblicato sulla rivista New York World. Secondo Irene Gammel, "il saggio di Barnes inizia efficacemente a svelare un'intera storia culturale di repressione per le donne". L'interesse di Barnes per la boxe continuò nel 1915, quando intervistò il campione dei pesi massimi Jess Willard.

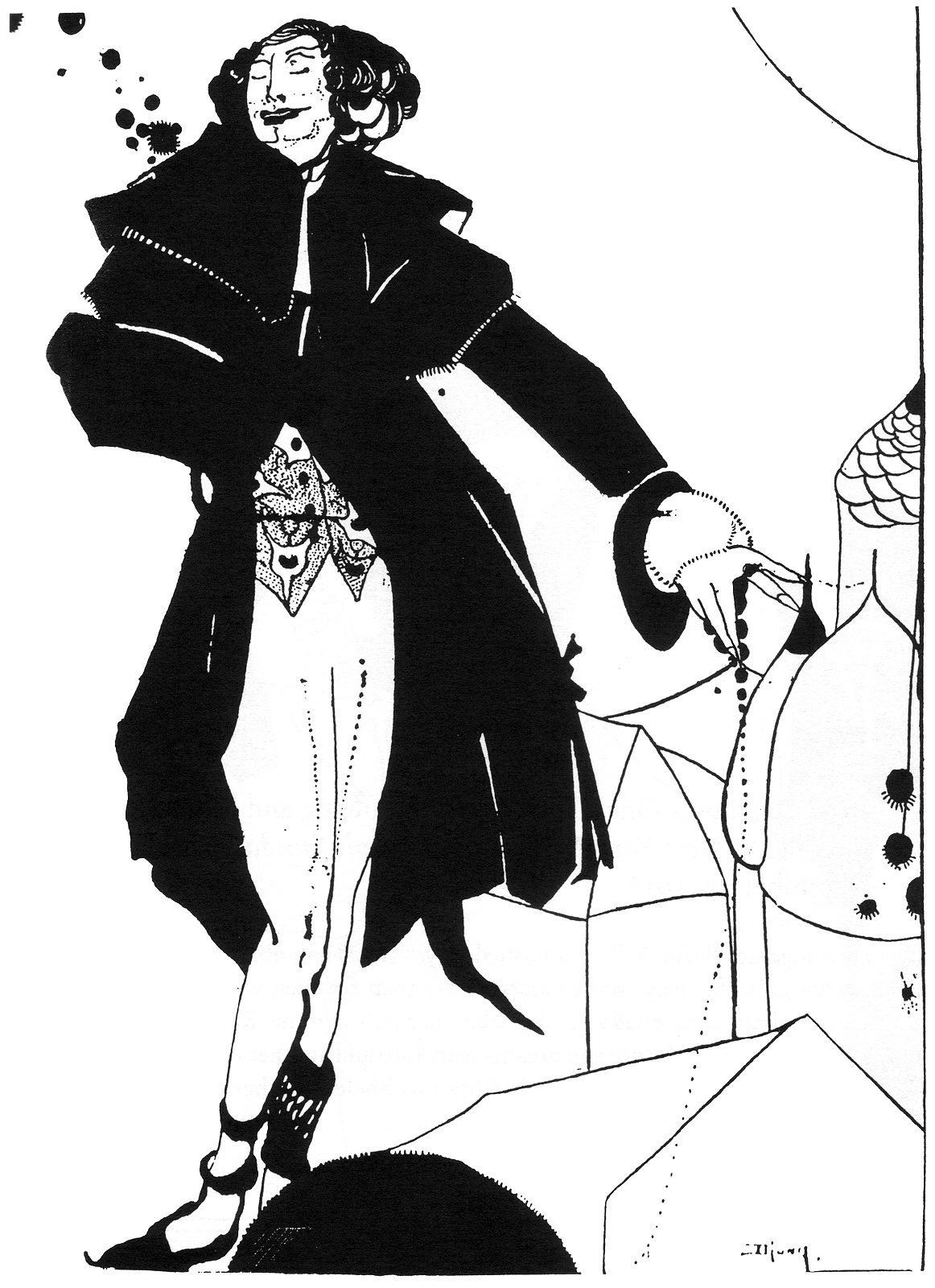
Questo disegno satirico di un residente dandy del Greenwich Village accompagnava l'articolo di Barnes del 1916 "How the Villagers Amuse Themselves" (Come si divertono gli abitanti del villaggio)

Nel 1915 Barnes lasciò l'appartamento di famiglia per trasferirsi in un appartamento del Greenwich Village, dove entrò in una fiorente comunità bohémien di artisti e scrittori. Tra la sua cerchia sociale c'erano Edmund Wilson, Berenice Abbott e l'artista e poetessa dadaista Elsa von Freytag-Loringhoven, di cui Barnes tentò di scrivere la biografia, che però non terminò mai. Entrò in contatto con Guido Bruno, un imprenditore e promotore che pubblicava riviste e chapbook dalla sua soffitta a Washington Square. Bruno aveva una reputazione di spregiudicatezza e fu spesso accusato di sfruttare i residenti del Greenwich Village a scopo di lucro— era solito far pagare ai turisti il biglietto d'ingresso per guardare i bohémien dipingere— ma era un forte oppositore della censura e fu disposto a rischiare un processo pubblicando la raccolta di "versi e disegni" di Barnes del 1915.
Nonostante la descrizione di sesso tra donne nella prima poesia, il libro non fu mai contestato legalmente; il passaggio sembra ora esplicito, ma in un'epoca in cui il lesbismo era praticamente invisibile nella cultura americana, la New York Society for the Suppression of Vice potrebbe non averne compreso il significato. Altri non furono così ingenui e Bruno riuscì a trarre profitto dalla fama del libro aumentando il prezzo da quindici a cinquanta centesimi e intascando la differenza. Vent'anni dopo Barnes utilizzò Bruno come uno dei modelli per Felix Volkbein in Nightwood, caricaturizzando le sue pretese di nobiltà e la sua abitudine di prostrarsi davanti a chiunque fosse titolato o importante.

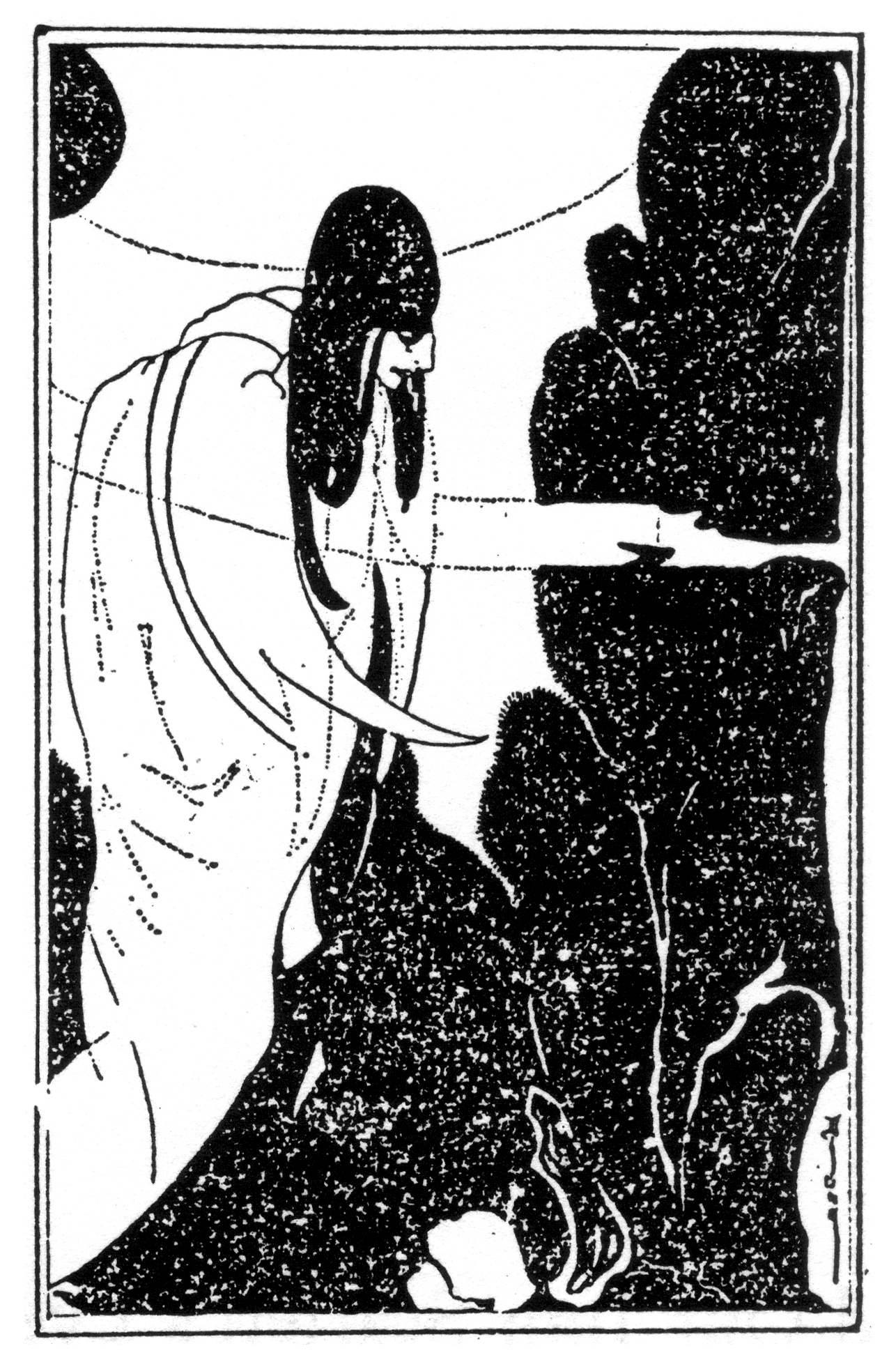
Illustrazione di Barnes di una scena dell'opera teatrale di J. M. Synge Il pozzo dei santi

Barnes era un membro dei Provincetown Players, un collettivo teatrale amatoriale la cui enfasi sul successo artistico piuttosto che su quello commerciale si sposava bene con i suoi valori. Il teatro dei Players nel Greenwich Village era una stalla riconvertita con panche e un piccolo palcoscenico; secondo Barnes era "sempre sul punto di essere restituito ai cavalli". Eppure ha svolto un ruolo significativo nello sviluppo della drammaturgia americana, presentando opere di Susan Glaspell, Edna St. Vincent Millay, Wallace Stevens e Theodore Dreiser, oltre a lanciare la carriera di Eugene O'Neill. Tre atti unici di Barnes furono rappresentati nel 1919 e nel 1920; un quarto atto, "La colomba", fu presentato per la prima volta allo Smith College nel 1925, e una serie di brevi closet drama furono pubblicati su riviste, alcuni con lo pseudonimo di Lydia Steptoe.
Queste opere mostrano la forte influenza del drammaturgo irlandese John Millington Synge; l'autrice era attratta sia dalla qualità poetica del linguaggio di Synge sia dal pessimismo della sua visione. I critici li hanno trovati derivativi, in particolare quelli in cui l'autrice cercava di imitare il dialetto irlandese di Synge, e forse Barnes era d'accordo, dato che negli anni successivi li liquidò come semplici juvenilia. Tuttavia, nel loro contenuto, queste prime opere stilizzate ed enigmatiche sono più sperimentali di quelle dei suoi colleghi drammaturghi di Provincetown. Una recensione del New York Times di Alexander Woollcott della sua opera teatrale Three From the Earth la definì una dimostrazione di "quanto possa essere coinvolgente ed essenzialmente drammatica un'opera teatrale senza che il pubblico sappia mai a cosa, se non a quali scopi, l'autore stia puntando...". Gli spettatori siedono con il fiato sospeso ad ascoltare ogni parola di un'opera di cui gli indizi oscuramente suggeriti lasciano il mistero irrisolto".
Il Greenwich Village degli anni Dieci era noto per la sua atmosfera di libertà sessuale e intellettuale. Barnes era inusuale tra gli abitanti del villaggio per essere stata cresciuta secondo la filosofia dell'amore libero, professata sia da sua nonna che da suo padre. La visione idiosincratica del padre includeva un impegno alla procreazione illimitata, che lei rifiutava con forza; la critica alla procreazione sarebbe diventata un tema importante nella sua opera. Tuttavia, mantenne la libertà sessuale come un valore. Negli anni Trenta disse ad Antonia White che "non aveva alcun senso di colpa riguardo al sesso, all'andare a letto con qualsiasi uomo o donna volesse"; la corrispondenza indica che all'età di 21 anni la sua famiglia era ben consapevole della sua bisessualità, e che ebbe una serie di relazioni sia con uomini che con donne durante gli anni del Greenwich Village.

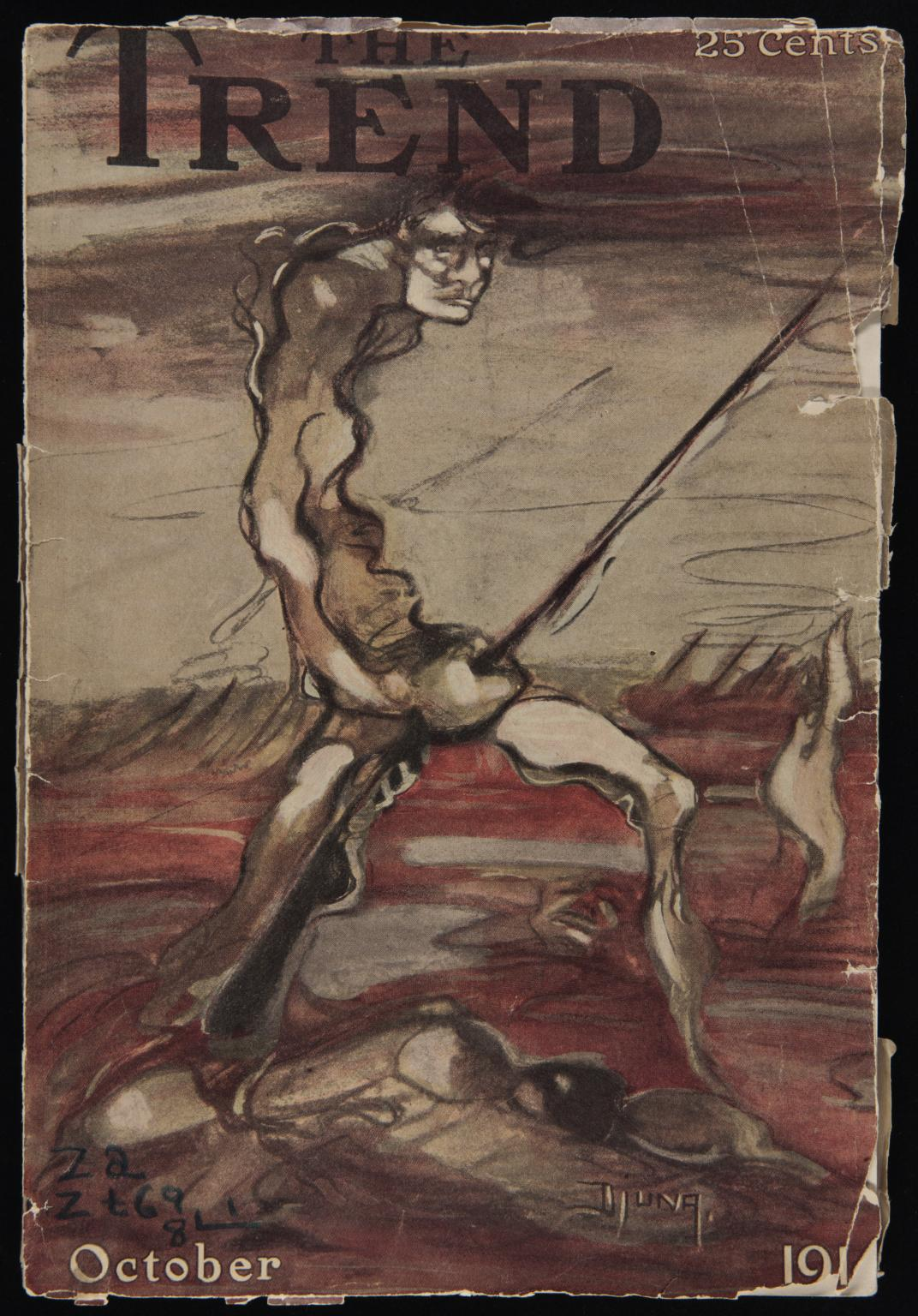
Cover illustration, The Trend, by Djuna Barnes, issue of October 1914

Tra queste, la più importante fu probabilmente il fidanzamento con Ernst Hanfstaengl, un laureato di Harvard che gestiva la filiale americana della casa editrice d'arte di famiglia. Hanfstaengl aveva tenuto una volta un concerto di pianoforte alla Casa Bianca ed era amico dell'allora senatore dello Stato di New York Franklin Delano Roosevelt, ma durante la Prima Guerra Mondiale si irritò sempre di più per il sentimento antitedesco negli Stati Uniti. Nel 1916 disse a Barnes che voleva una moglie tedesca; la dolorosa rottura divenne la base di una scena eliminata di Nightwood. In seguito tornò in Germania e divenne uno stretto collaboratore di Adolf Hitler. A partire dal 1916 o 1917, visse con un filosofo e critico socialista di nome Courtenay Lemon, che lei indicava come il suo compagno, ma anche questa relazione finì, per ragioni che non sono chiare. Ebbe anche un'appassionata relazione sentimentale con Mary Pyne, giornalista del New York Press e collega dei Provincetown Players. Pyne morì di tubercolosi nel 1919, assistita da Barnes fino alla fine.

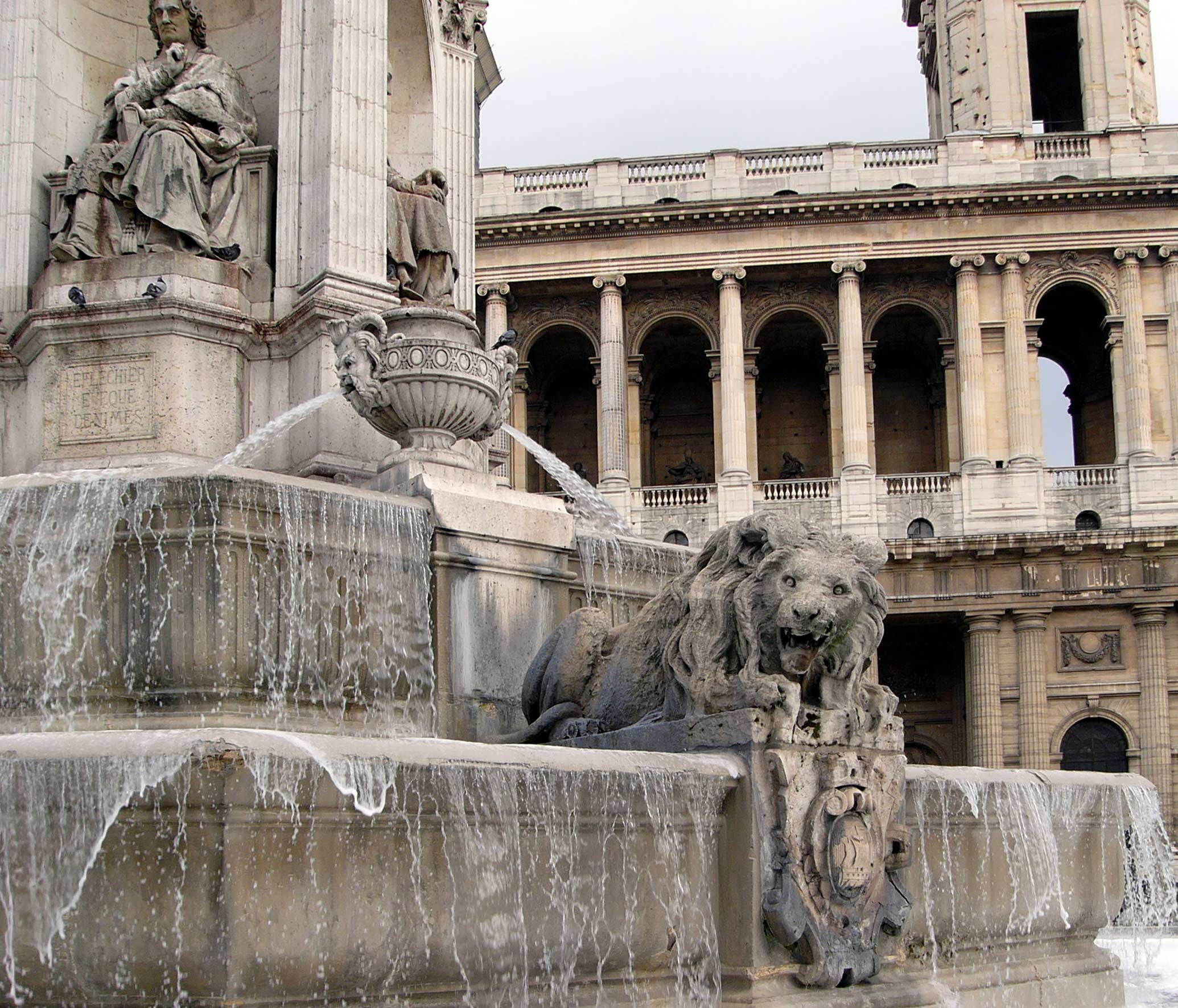
La fontana dei quattro vescovi in Place Saint-Sulpice di Parigi, un luogo importante di Nightwood

.

### Parigi (1921-1930)
Negli anni Venti, Parigi era il centro del modernismo nell'arte e nella letteratura. Barnes vi si recò per la prima volta nel 1921 su incarico di McCall's. Intervistò i suoi colleghi scrittori e artisti espatriati per i periodici statunitensi e divenne presto una figura ben nota sulla scena locale; il suo mantello nero e la sua sagacia pungente sono ricordati in molte memorie dell'epoca. Anche prima della pubblicazione del suo primo romanzo, la sua reputazione letteraria era già alta, in gran parte grazie al racconto "A Night Among the Horses", pubblicato su The Little Review e ristampato nella raccolta A Book del 1923. Fece parte della cerchia ristretta dell'influente padrona di casa Natalie Barney, che divenne un'amica e una mecenate per tutta la vita, nonché la figura centrale della cronaca satirica della vita lesbica parigina di Barnes, Ladies Almanack. La relazione più importante degli anni parigini di Barnes fu quella con l'artista Thelma Wood. La Wood era originaria del Kansas ed era venuta a Parigi per diventare scultrice, ma su suggerimento di Barnes si dedicò invece alla punta d'argento, producendo disegni di animali e piante che un critico paragonò a Henri Rousseau. Nell'inverno del 1922 si stabilirono insieme in un appartamento sul Boulevard Saint-Germain. Un'altra stretta amicizia che si sviluppò in questo periodo fu quella con l'artista dadaista Baronessa Elsa von Freytag-Loringhoven, con la quale Barnes iniziò un'intensa corrispondenza nel 1923. "Mentre Wood regalò a Barnes una bambola per rappresentare il loro simbolico figlio d'amore, la Baronessa propose un matrimonio erotico il cui figlio d'amore sarebbe stato il loro libro". Da Parigi, Barnes sostenne la Baronessa a Berlino con denaro, vestiti e riviste. Raccolse anche le poesie e le lettere della baronessa.

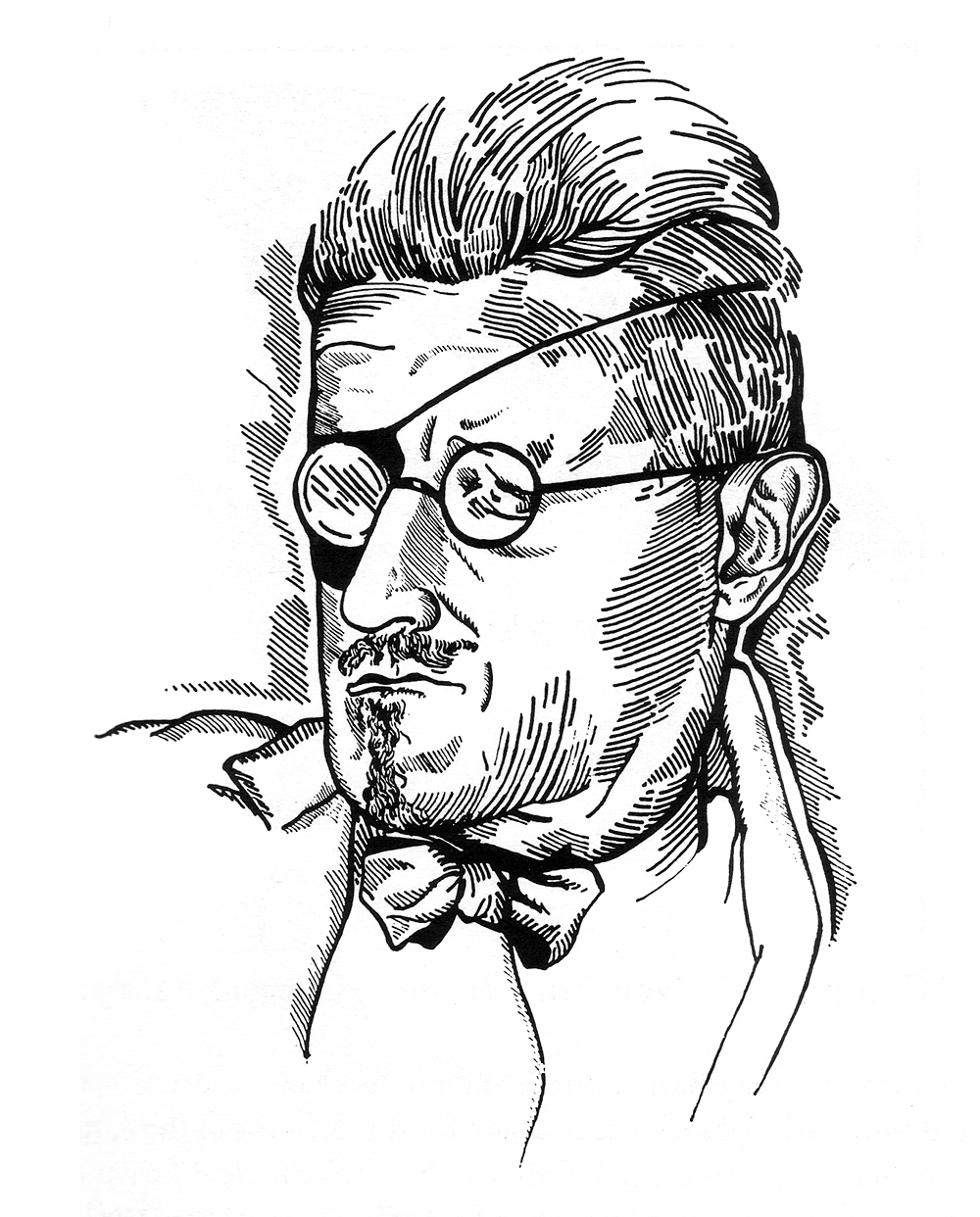
Il disegno di James Joyce realizzato da Barnes illustra l'intervista che gli fece nel 1922 su Vanity Fair

La Barnes arrivò a Parigi con una lettera di presentazione a James Joyce, che intervistò per Vanity Fair e di cui divenne amica. Il titolo della sua intervista a Vanity Fair lo descriveva come "l'uomo che è, attualmente, una delle figure più significative della letteratura", ma la sua reazione personale all'"Ulisse" fu meno cauta: "Non scriverò mai più una riga... Chi ha il coraggio di farlo?" Potrebbe essere stata la lettura di Joyce a portare Barnes ad allontanarsi dalle influenze del decadentismo e dell'estetismo di fine Ottocento The Book of Repulsive Women verso la sperimentazione modernista dei suoi lavori successivi. I due, tuttavia, divergevano sull'argomento proprio della letteratura: Joyce pensava che gli scrittori dovessero concentrarsi su argomenti comuni e renderli straordinari, mentre Barnes era sempre attratto dall'insolito, persino dal grottesco. Anche la sua stessa vita era un argomento straordinario. Il suo primo romanzo autobiografico, "Ryder", non solo avrebbe presentato ai lettori la difficoltà di decifrare i suoi stili letterari mutevoli - una tecnica ispirata all'"Ulisse" - ma anche la sfida di mettere insieme la storia di una famiglia poligama non convenzionale, lontana dalle aspettative e dall'esperienza della maggior parte dei lettori.
Nonostante le difficoltà del testo, l'aspetto scandaloso di Ryder attirò l'attenzione e il libro divenne per breve tempo un bestseller del New York Times. La sua popolarità colse l'editore impreparato; una prima edizione di 3.000 copie si esaurì rapidamente, ma quando altre copie arrivarono nelle librerie, l'interesse del pubblico per il libro si era già spento. Tuttavia, l'anticipo permise a Barnes di acquistare un nuovo appartamento in Rue Saint-Romain, dove visse con Thelma Wood a partire dal settembre 1927. Il trasloco le rese vicine di casa di Mina Loy, un'amica di Barnes fin dai tempi del Greenwich Village, che apparve in Ladies Almanack nel ruolo di Patience Scalpel, l'unico personaggio eterosessuale, che "non riusciva a capire le donne e i loro modi".
A causa del suo argomento, Ladies Almanack fu pubblicato in una piccola edizione a stampa privata con lo pseudonimo di "A Lady of Fashion". Le copie furono vendute per le strade di Parigi da Barnes e dalle sue amiche e Barnes riuscì a portarne di nascosto alcune negli Stati Uniti per venderle. Un libraio, Edward Titus, si offrì di tenere il "Ladies Almanack" nel suo negozio in cambio della menzione sul frontespizio, ma quando pretese una parte delle royalties sull'intera tiratura, Barnes si infuriò. In seguito, la scrittrice diede il nome Titus al padre violento in The Antiphon.
Barnes dedicò "Ryder" e "Ladies Almanack" a Thelma Wood, ma l'anno in cui entrambi i libri furono pubblicati, il 1928, fu anche l'anno in cui lei e Wood si separarono. Barnes aveva voluto che la loro relazione fosse monogama, ma aveva scoperto che Wood la voleva "insieme al resto del mondo". Wood era sempre più dipendente dall'alcol e passava le notti a bere e a cercare partner sessuali occasionali; Barnes la cercava nei caffè, finendo spesso per ubriacarsi allo stesso modo. Barnes ruppe con la Wood a causa del suo coinvolgimento con l'ereditiera Henriette McCrea Metcalf (1888-1981), che sarebbe stata ritratta in modo sprezzante in Nightwood come Jenny Petherbridge.

### Gli anni Trenta
Gran parte di Nightwood fu scritta durante le estati del 1932 e del 1933, mentre Barnes soggiornava ad Hayford Hall, un maniero di campagna nel Devon affittato dalla mecenate dell'arte Peggy Guggenheim. Tra gli ospiti vi erano Antonia White, John Ferrar Holms e la romanziera e poetessa Emily Coleman. Le serate al maniero, soprannominato "Hangover Hall" dai suoi residenti, erano spesso caratterizzate da un gioco di società chiamato "Truth" che incoraggiava la brutale franchezza, creando un'atmosfera emotivamente tesa. Barnes aveva paura di lasciare incustodito il suo lavoro in corso, perché la volubile Coleman, dopo aver rivelato a Barnes uno dei suoi segreti, aveva minacciato di bruciare il manoscritto se Barnes lo avesse rivelato. Ma una volta letto il libro, la Coleman ne divenne la sostenitrice. Le sue critiche alle successive stesure portarono Barnes ad apportare importanti modifiche strutturali e, quando un editore dopo l'altro rifiutò il manoscritto, fu la Coleman a fare pressione su T. S. Eliot, allora redattore presso Faber and Faber, affinché lo leggesse.
Faber pubblicò il libro nel 1936. Sebbene le recensioni lo considerassero un'importante opera d'arte, il libro non vendette bene. Barnes non ricevette alcun anticipo da Faber e la prima ricevuta dei diritti d'autore fu di sole sterline43; l'edizione statunitense pubblicata da Harcourt, Brace l'anno successivo non andò meglio. Barnes aveva pubblicato poco giornalismo negli anni Trenta e dipendeva in gran parte dal sostegno finanziario di Peggy Guggenheim. Era costantemente malata e beveva sempre più pesantemente: secondo Guggenheim, consumava una bottiglia di whisky al giorno. Nel febbraio 1939 si registrò in un hotel di Londra e tentò il suicidio. Guggenheim finanziò visite in ospedale e medici, ma alla fine perse la pazienza e la rimandò a New York. Lì condivise una stanza singola con la madre, che tossiva tutta la notte e che continuava a leggerle brani di Mary Baker Eddy, essendosi convertita alla Christian Science. Nel marzo del 1940, la sua famiglia la spedì in un sanatorio a nord di New York per riprendersi. Furiosa, Barnes iniziò a progettare una biografia della sua famiglia, scrivendo a Emily Coleman che "non c'è più motivo per cui dovrei provare per loro altro che odio". Questa idea si sarebbe poi concretizzata nella sua opera teatrale "The Antiphon". Dopo essere tornata a New York, litigò aspramente con la madre e fu cacciata per strada.

### Ritorno al Greenwich Village (1940-1982)

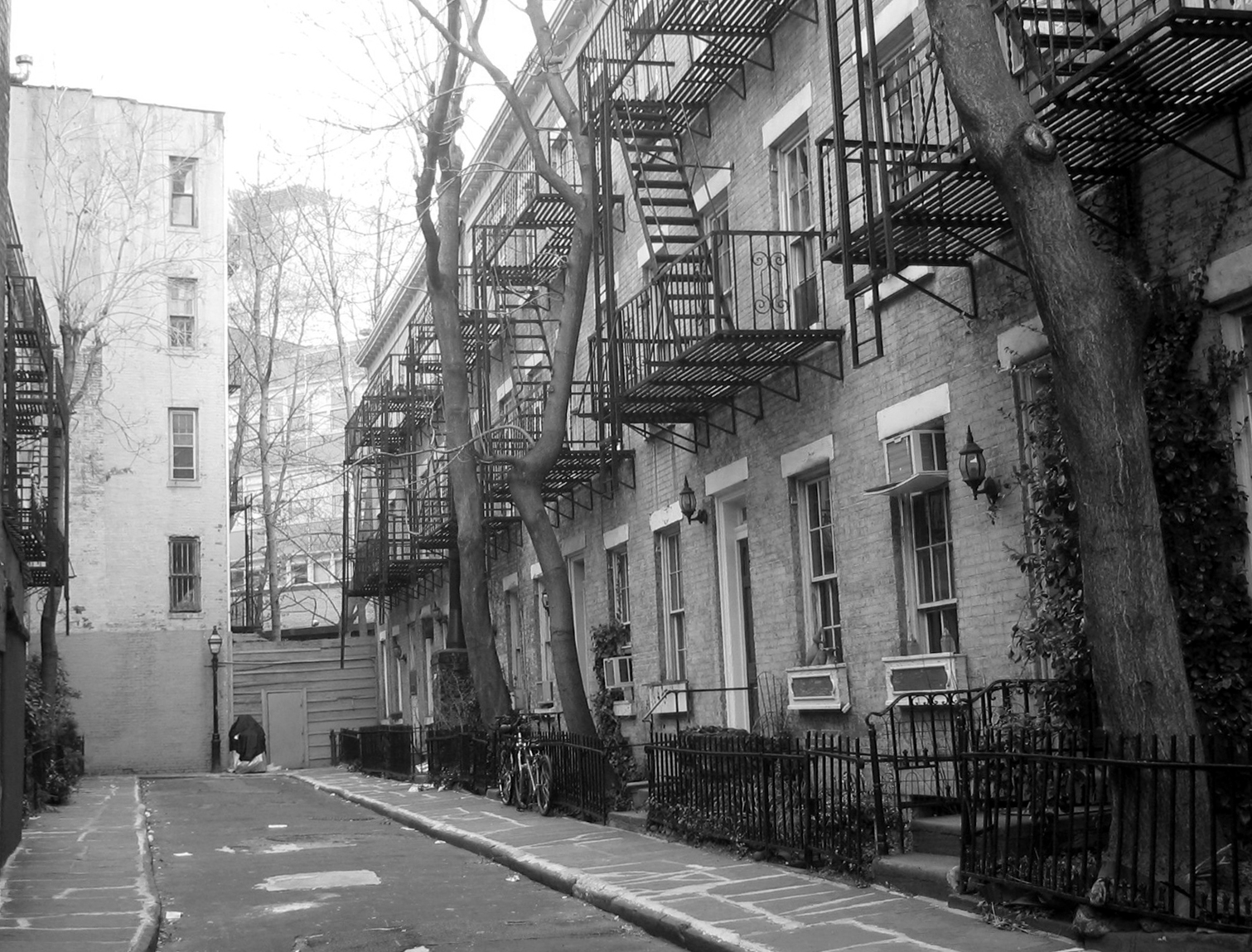
Patchin Place, dove Barnes visse per 42 anni

Non sapendo dove andare, Barnes si fermò nell'appartamento di Thelma Wood mentre quest'ultima era fuori città, poi trascorse due mesi lavorando in un ranch in Arizona con Emily Coleman e l'amante della Coleman, Jake Scarborough. Tornò a New York e, a settembre, si trasferì nel piccolo appartamento al numero 5 di Patchin Place nel Greenwich Village, dove avrebbe trascorso gli ultimi 41 anni della sua vita. Per tutti gli anni Quaranta continuò a bere e a non scrivere praticamente nulla. Guggenheim, nonostante le riserve, le fornì un piccolo stipendio e Coleman, che non poteva permetterselo, le inviò 20 dollari al mese (circa 310 dollari nel 2011). Nel 1943, Barnes fu inclusa nella mostra di Peggy Guggenheim Mostra di 31 donne alla Art of This Century gallery di New York.
Nel 1946 lavorò per Henry Holt come lettrice di manoscritti, ma i suoi rapporti erano invariabilmente caustici e fu licenziata.
Nel 1950, rendendosi conto che l'alcolismo le aveva reso impossibile lavorare come artista, Barnes smise di bere per iniziare a lavorare alla sua opera in versi "The Antiphon". L'opera attingeva pesantemente alla sua storia familiare e la scrittura era alimentata dalla rabbia; l'autrice disse: "Scrissi The Antiphon a denti stretti e notai che la mia scrittura era selvaggia come un pugnale". Quando lesse l'opera, il fratello Thurn la accusò di volersi "vendicare di qualcosa morto da tempo e da dimenticare". Barnes, a margine della sua lettera, descrisse il suo intento come "giustizia", e accanto a "morto" scrisse "non morto".
Dopo The Antiphon, Barnes tornò a scrivere poesie, che elaborò e rielaborò, producendo ben 500 stesure. Scriveva otto ore al giorno nonostante una lista crescente di problemi di salute, tra cui un'artrite così grave che aveva difficoltà persino a sedersi alla macchina da scrivere o ad accendere la lampada della scrivania. Molte di queste poesie non furono mai completate e solo alcune vennero pubblicate durante la sua vita.
Durante gli anni di Patchin Place, Barnes divenne una nota reclusa, intensamente sospettosa di chiunque non conoscesse bene. E.E. Cummings, che viveva dall'altra parte della strada, la controllava periodicamente gridando dalla finestra: "Sei ancora viva, Djuna?" Bertha Harris metteva delle rose nella sua cassetta della posta, ma non riuscì mai a incontrarla; Carson McCullers si accampò davanti alla sua porta, ma Barnes si limitò a gridare: "Chiunque stia suonando il campanello, per favore se ne vada" Anaïs Nin era un'ardente ammiratrice delle sue opere, in particolare di Nightwood. Scrisse più volte a Barnes, invitandola a partecipare a una rivista sulla scrittura femminile, ma non ricevette risposta. Barnes rimase sprezzante nei confronti della Nin e attraversava la strada per evitarla. Barnes era arrabbiato perché la Nin aveva dato a un personaggio il nome di Djuna, e quando la libreria femminista Djuna Books aprì nel Greenwich Village, Barnes chiamò per chiedere che il nome venisse cambiato. Barnes nutrì per tutta la vita un affetto per la poetessa Marianne Moore, fin da quando lei e Moore erano giovani negli anni Venti.
Sebbene Barnes abbia avuto altre amanti donne, negli ultimi anni era nota per aver dichiarato: "Non sono lesbica; ho solo amato Thelma".
Barnes è stato eletta al National Institute of Arts and Letters nel 1961 ed è stata premiata con una senior fellowship dal National Endowment for the Arts nel 1981.
Barnes era l'ultima superstite della prima generazione di modernisti di lingua inglese al tempo in cui morì nella sua casa di New York il 18 giugno 1982, sei giorni dopo il suo 90º compleanno.

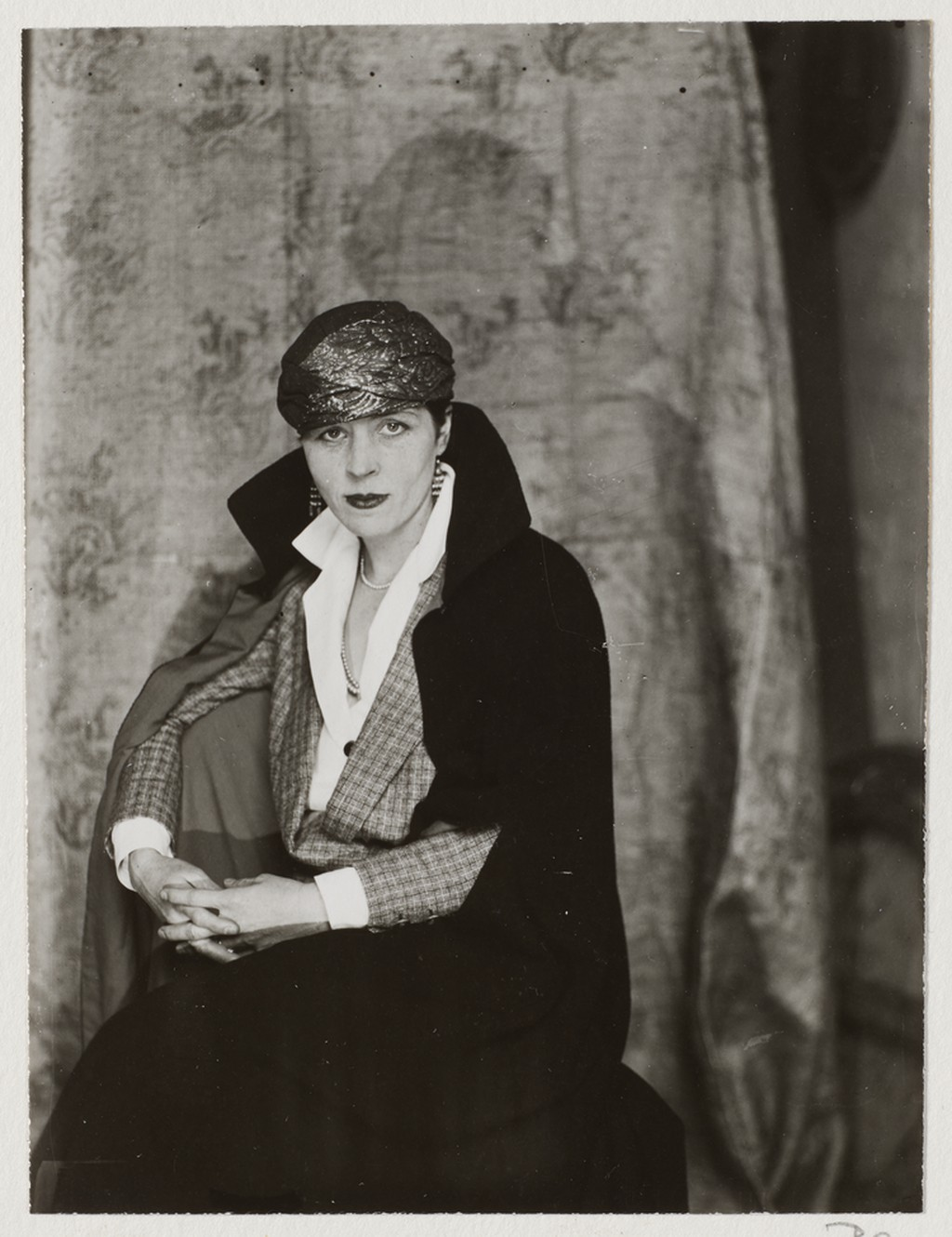
Portrait of Djuna Barnes by Berenice Abbott, 1926

## Opere

### The Book of Repulsive Women

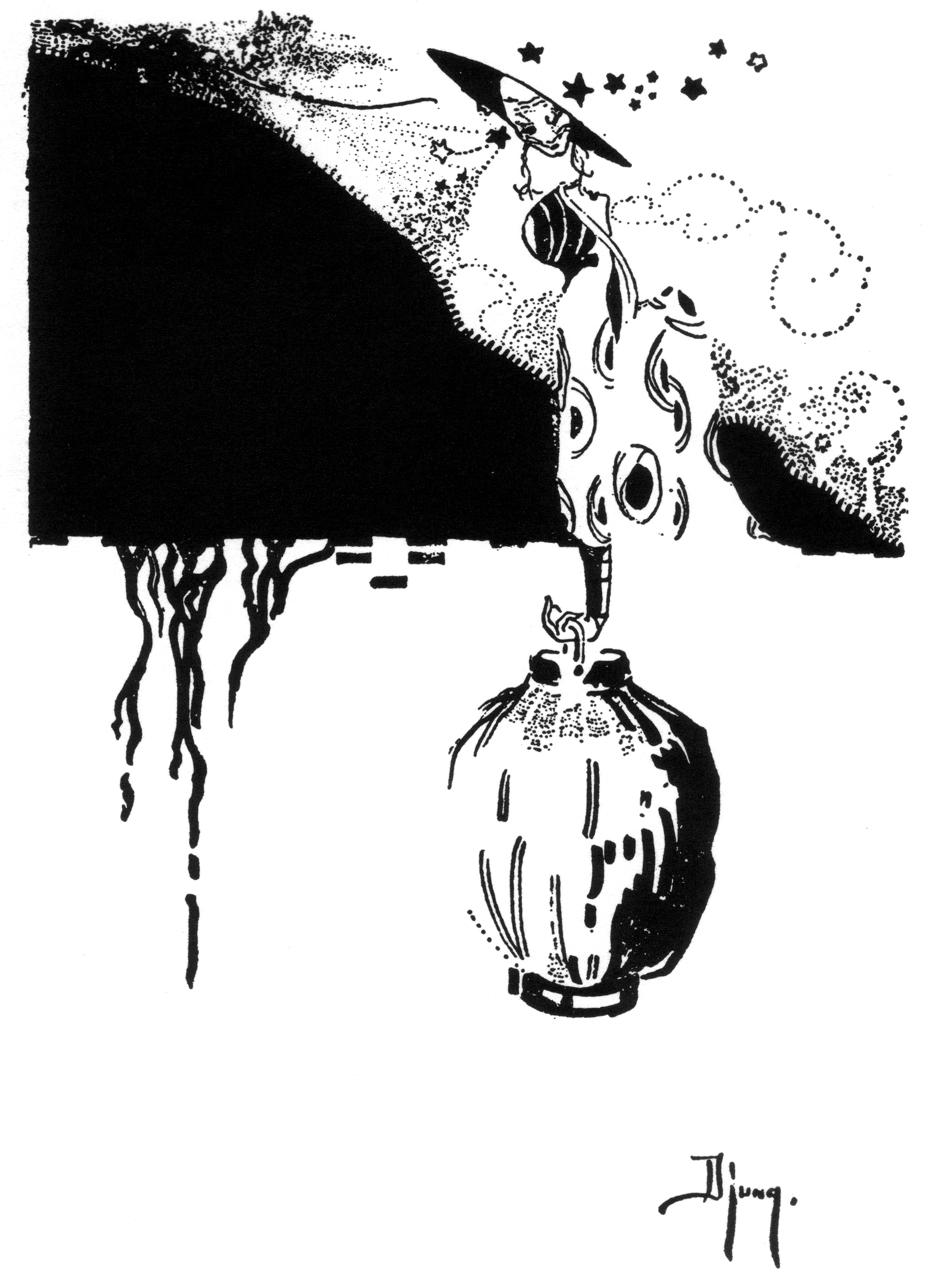
Illustration from The Book of Repulsive Women

The Book of Repulsive Women (1915) raccoglie otto "ritmi" e cinque disegni. Le poesie mostrano una forte influenza con il Decadentismo di fine Ottocento, mentre lo stile delle illustrazioni ricorda quello di Aubrey Beardsley. L'ambientazione è New York e i soggetti sono tutti femminili: una cantante di cabaret, una donna vista attraverso un finestrino aperto della sopraelevata e, nell'ultima poesia, i cadaveri di due suicidi all'obitorio. Il libro descrive il corpo e la sessualità delle donne in termini che hanno effettivamente colpito molti lettori come ripugnanti, ma, come in gran parte del lavoro di Barnes, la posizione dell'attrice è ambigua. Alcuni critici leggono le poesie come un'esposizione e una satira degli atteggiamenti culturali nei confronti delle donne.
Barnes arrivò a considerare The Book of Repulsive Women con imbarazzo; definì il titolo "idiota", lo lasciò fuori dal suo curriculum vitae e ne bruciò persino delle copie. Ma poiché il copyright non era mai stato registrato, non poté impedirne la ripubblicazione e divenne una delle sue opere più ristampate.

### Ryder
Il romanzo di Barnes Ryder (1928) si basa molto sulle sue esperienze d'infanzia a Cornwall-on-Hudson. Copre 50 anni di storia della famiglia Ryder: Sophia Grieve Ryder, come Zadel un'ex salonnière caduta in povertà, il figlio ozioso Wendell, la moglie Amelia, l'amante Kate-Careless e i loro figli. Barnes appare come la figlia di Wendell e Amelia, Julie. La storia ha una folta schiera di personaggi ed è raccontata da diversi punti di vista; alcuni personaggi appaiono come protagonisti di un singolo capitolo per poi scomparire del tutto dal testo. Frammenti della cronaca della famiglia Ryder sono intervallati da storie di bambini, canzoni, lettere, poesie, parabole e sogni. Il libro cambia stile da un capitolo all'altro, parodiando scrittori da Chaucer to Dante Gabriel Rossetti.
Sia Ryder che Ladies Almanack abbandonano lo stile beardesco dei suoi disegni per The Book of Repulsive Women a favore di un vocabolario visivo preso in prestito dall'arte popolare francese. Molte illustrazioni sono strettamente basate sulle incisioni e le xilografie raccolte da Pierre Louis Duchartre e René Saulnier nel libro del 1926 L'Imagerie Populaire - immagini che erano state copiate con variazioni fin dal Medioevo. La sconcezza delle illustrazioni di Ryder indusse il Servizio Postale degli Stati Uniti a rifiutarne la spedizione, e diverse illustrazioni dovettero essere eliminate dalla prima edizione, tra cui un'immagine in cui si vede Sophia urinare in un vaso da notte e una in cui Amelia e Kate-Careless siedono accanto al fuoco a sferruzzare braghette. Anche alcune parti del testo sono state espurgate. In una piccata introduzione, Barnes spiegò che le parole e i passaggi mancanti erano stati sostituiti con asterischi, in modo che i lettori potessero rendersi conto dello "scempio" compiuto dalla censura. Un'edizione del 1990 Dalkey Archive ha ripristinato i disegni mancanti, ma il testo originale è andato perduto con la distruzione del manoscritto durante la Seconda Guerra Mondiale.

### Ladies Almanack

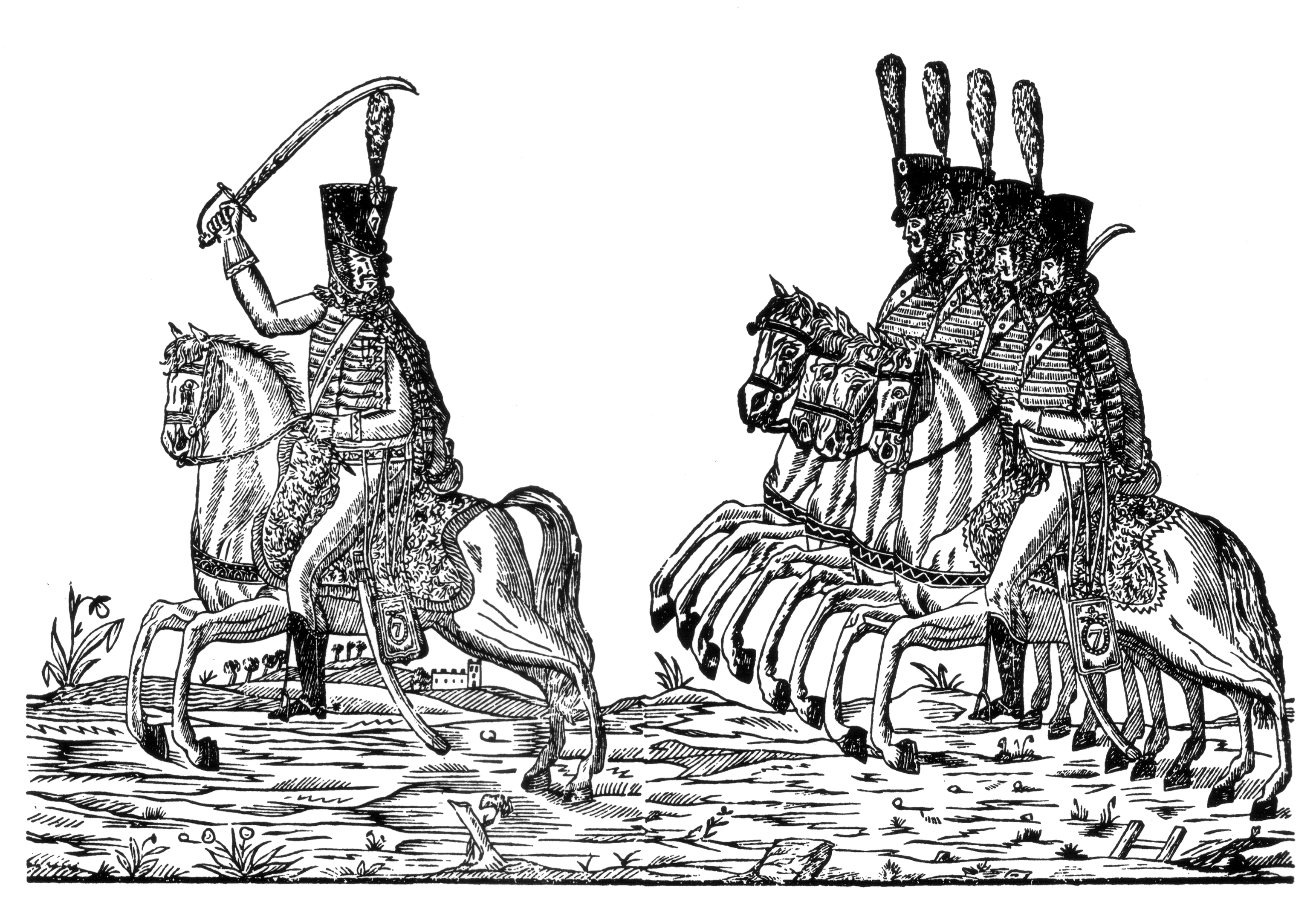
H U S, from L'Imagerie Populaire

Ladies Almanack (1928) è un roman à clef su un circolo sociale prevalentemente lesbico che ruota attorno al salone di Natalie Clifford Barney a Parigi. È scritto in uno stile arcaico, rabelaisiano, con le illustrazioni di Barnes nello stile delle xilografie elisabettiane.
Clifford Barney interpreta Dame Evangeline Musset, "che nel suo cuore era una grande Croce Rossa per il perseguimento, il soccorso e la distrazione di quelle ragazze che nelle loro parti posteriori e anteriori, e in qualsiasi parte soffrissero di più, si lamentavano crudelmente". "[Una] pioniera e una minaccia" in gioventù, Dama Musset ha raggiunto "un'arguta e dotta cinquantina"; salva le donne in difficoltà, dispensa saggezza e alla sua morte viene elevata alla santità. Appaiono in forma pseudonima anche Élisabeth de Gramont, Romaine Brooks, Dolly Wilde, Radclyffe Hall e la sua compagna Una Troubridge, Janet Flanner e Solita Solano, e Mina Loy.
Il linguaggio oscuro, le battute interne e l'ambiguità di Ladies Almanack hanno fatto sì che i critici discutessero se si trattasse di una satira affettuosa o di un attacco amaro, ma Barnes amava il libro e lo rilesse per tutta la vita.

### Nightwood
La reputazione di Barnes come scrittrice fu raggiunta quando Nightwood fu pubblicato in Inghilterra nel 1936 in una costosa edizione da Faber and Faber, e in America nel 1937 da Harcourt, Brace and Company, con l'aggiunta di un'introduzione di T. S. Eliot, l'editor di Barnes. Il romanzo d'avanguardia, scritto sotto il patrocinio di Peggy Guggenheim, rese Barnes famosa negli ambienti femministi.
Il romanzo, ambientato nella Parigi degli anni Venti, ruota attorno alle vite di cinque personaggi, due dei quali sono basati su Barnes e Wood, e riflette le circostanze della fine della loro relazione. Nella sua introduzione, Eliot elogia lo stile di Barnes che, pur avendo "un ritmo da prosa... e un andamento musicale che non è quello dei versi, è un romanzo così bello che solo le sensibilità allenate alla poesia possono apprezzarlo completamente".
A causa delle preoccupazioni per la censura, Eliot modificò Nightwood per attenuare alcune espressioni relative alla sessualità e alla religione. Un'edizione che ripristina queste modifiche, curata da Cheryl J. Plumb, è stata pubblicata dalla Dalkey Archive Press nel 1995.
Dylan Thomas ha definito Nightwood "uno dei tre grandi libri di prosa mai scritti da una donna" e William Burroughs lo ha definito "uno dei grandi libri del ventesimo secolo".
Era al numero 12 di una lista dei 100 migliori libri gay compilata da The Publishing Triangle nel 1999.

### The Antiphon
La commedia in versi di Barnes The Antiphon (1958) è ambientata in Inghilterra nel 1939. Jeremy Hobbs, con il nome di Jack Blow, ha riunito la sua famiglia nella loro casa ancestrale in rovina, Burley Hall. Il suo motivo non viene mai dichiarato esplicitamente, ma sembra che voglia provocare un confronto tra i membri della sua famiglia e costringerli a confrontarsi con la verità sul loro passato. Sua sorella Miranda è un'attrice di teatro, ormai "senza mecenate e senza soldi"; i suoi egoisti fratelli, Elisha e Dudley, la vedono come una minaccia al loro benessere finanziario. Elisha e Dudley accusano la madre Augusta di complicità con il padre violento Titus Hobbs. Approfittano dell'assenza di Jeremy per indossare maschere di animali e aggredire entrambe le donne, facendo commenti crudeli e sessualmente allusivi; Augusta tratta questa aggressione come un gioco. Jeremy torna con una casa di bambole, una versione in miniatura della casa in America dove i bambini sono cresciuti. Mentre lei la esamina, lui la accusa di essersi fatta "madama per sottomissione" perché non è riuscita a impedire a Tito di orchestrare lo stupro di Miranda da parte di "un cocainomane itinerante che ha il triplo della sua età". L'ultimo atto vede Miranda e Augusta sole insieme. Augusta, allo stesso tempo disapprovando e invidiando la vita più libera della figlia, si scambia i vestiti con la figlia e vuole fingere di essere di nuovo giovane, ma Miranda si rifiuta di entrare in questo gioco. Quando Augusta sente Elisha e Dudley allontanarsi, incolpa Miranda del loro abbandono e la picchia a morte con una campana, cadendo morta al suo fianco per lo sforzo.
L'opera è stata presentata per la prima volta nel 1961 a Stoccolma nella traduzione svedese di Karl Ragnar Gierow e del Segretario generale delle Nazioni Unite Dag Hammarskjöld.
La commedia è stata tradotta in francese e messa in scena al Teatro Odeon di Parigi dalla "Comedie Française" nel marzo 1990.

### Creatures in an Alphabet

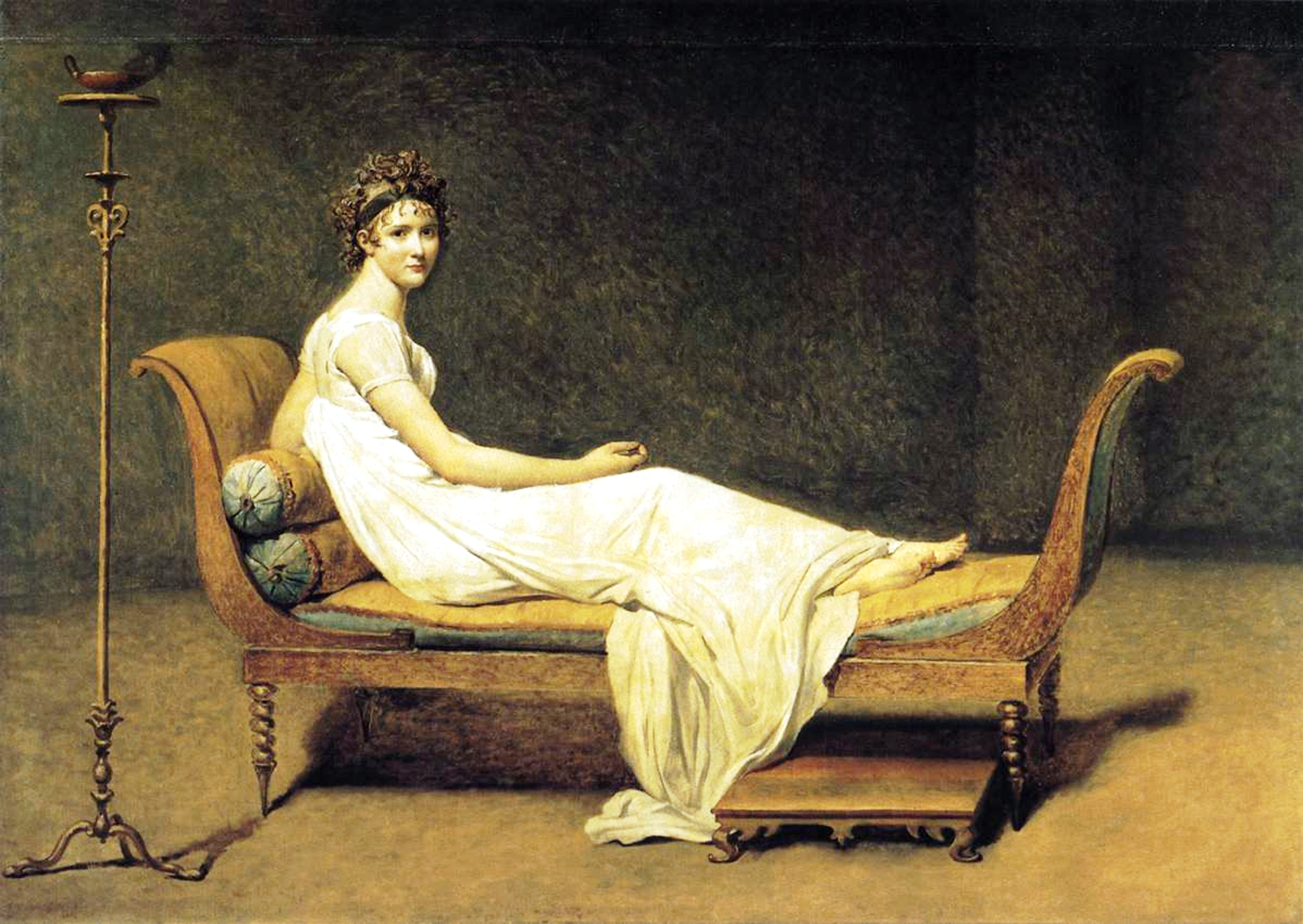
Jacques-Louis David's portrait of Madame Récamier.

L'ultimo libro di Barnes, Creatures in an Alphabet (1982), è una raccolta di brevi poesie in rima. Il formato suggerisce un libro per bambini, ma contiene abbastanza allusività e un vocabolario avanzato da renderlo una lettura improbabile per un bambino: la voce T cita "The Tyger" di Blake, una foca è paragonata al ritratto di Jeanne Françoise Julie Adélaïde Récamier di Jacques-Louis David, e un asino che raglia è descritto come "chi si esercita nel solfeggio''. Creatures riprende i temi della natura e della cultura presenti nelle opere precedenti di Barnes, e la l'organizzazione in forma di bestiario riflette l'interesse di lunga data dell'autrice per i sistemi di organizzazione della conoscenza, come le enciclopedie e gli almanacchi.

### Saggistica inedita
Negli anni Venti e Trenta Barnes si sforzò di scrivere una biografia di Elsa von Freytag-Loringhoven e curò la pubblicazione delle sue poesie. Non riuscendo a trovare un editore per le poesie della baronessa, Barnes abbandonò il progetto. Dopo aver scritto alcune bozze di capitoli della biografia, abbandonò anche questo progetto, dopo aver presentato il primo capitolo a Emily Coleman nel 1939, la cui risposta non fu incoraggiante. Gli sforzi della Barnes per scrivere la biografia sono descritti in dettaglio nella biografia della baronessa Elsa di Irene Gammel.

## Influenza culturale
Barnes è stata citata come influenza da scrittori diversi come Truman Capote, William Goyen, Karen Blixen, John Hawkes, Bertha Harris, Dylan Thomas, David Foster Wallace e Anaïs Nin. La scrittrice Bertha Harris ha descritto la sua opera come "praticamente l'unica espressione disponibile della cultura lesbica che abbiamo nel mondo occidentale moderno" dai tempi di Saffo.
Le note biografiche e la raccolta di manoscritti di Barnes sono state una fonte importante per gli studiosi che hanno recuperato la baronessa Elsa von Freytag-Loringhoven dai margini della storia Dada. Sono stati fondamentali per la realizzazione di Body Sweats: The Uncensored Writings of Elsa von Freytag-Loringhoven (2011), la prima grande raccolta in inglese delle poesie della baronessa, e di una biografia intitolata Baroness Elsa: Gender, Dada and Everyday Modernity" (2002).

## Ritratti di finzione
Cynthia Grant e Svetlana Zylin hanno scritto insieme la commedia Djuna: What of the Night", basata sulla vita e sulle opere di Barnes. Lo spettacolo è stato presentato per la prima volta nel 1991.
Emmanuelle Uzan ha interpretato Barnes in un breve cameo senza dialogo nel film di Woody Allen del 2011 Midnight in Paris.

## Altre opere
- The Book of Repulsive Women. 8 Rhythms and 5 Drawings (1915),
- A Book (1923), ripubblicato come A Night among Horses (1929) e infine come Spillway (1962), (La passione, trad. di Lucia Drudi Demby,  Adelphi, Milano, 1994)
- Ryder (1928), (Ryder, trad. di Alessandro Ceni, Bompiani, Milano, 1989)
- Ladies Almanack (1928), (Almanacco per signore, trad. di Giuliana Arcidiacono, a cura di Salvatore Marano, Quattroventi, Urbino, 2014)
- Nightwood (1936), (Bosco di notte, trad. di Filippo Donini, Bompiani, Milano, 1962; La foresta della notte, trad. di Giulia Arborio Mella, Adelphi, Milano, 1983)
- The Antiphon (1958), teatro
- Selected Works (1962). Contiene Spillway, Nightwood e una versione riveduta di The Antiphon.
- Vagaries Malicieux: Two Stories (1974), pubblicazione non autorizzata dall'autrice
- Creatures in an Alphabet (1982)
- Smoke and Other Early Stories (1982), a cura di Douglas Messerli, (Fumo, trad. di Claudia Valeria Letizia, Adelphi, Milano, 1994)
- I Could Never Be Lonely without a Husband (1987) (Anche le ragazze tireranno di boxe, trad. di Eleonora Chiavetta, Novecento, Palermo, 1994), interviste
- New York (1989), articoli di giornale, a cura di Alyce Barry
- At the Roots of the Stars: The Short Plays (1995), (Animali quasi umani. Short Plays, a cura di Silvia Masotti, introduzione di Maura Del Serra, illustrazioni di Cristina Gardumi, nota di Carmelo Rifici, Petite Plaisance, Pistoia, 2013)
- Collected Stories of Djuna Barnes (1996), a cura di Phillip Herring
- Poe's Mother: Selected Drawings (1996), disegni, a cura di Douglas Messerli
- Black Walking: Selected Letters of Djuna Barnes to Emily Holmes Coleman, 1934-38, (Camminare nel buio: lettere scelte a Emily Holmes Coleman, 1934-1938, a cura di Mary Lynn Broe, Archinto, Milano, 2004).
- Discanto, poesie 1911–1982, a cura di Maura Del Serra, Edizioni del Giano, Roma, 2004,